# Hossein Zenderoudi
Charles Hossein Zenderoudi (* 1937 in Teheran) ist ein iranischer Künstler. Schon mit 21 Jahren wurde er Preisträger der Biennale von Venedig, Paris und St. Paulo. Kurz darauf gründete er die „Sagha Khaneh“ Bewegung, die seitdem viele Künstler beeinflusst. Sein Werk Tchaar Bagh (ein Typ des persischen Gartens) wurde im April 2008 für 1.400.000 US-Dollar bei Christie’s in Dubai versteigert. Zenderoudis Enkeltochter ist die französische Sängerin Barbara Pravi.

## Auszeichnungen
- 1959: Preisträger der Biennale von Paris
- 1960: Preisträger der zweiten Biennale von Teheran
- 1961: Preisträger der Biennale von Paris
- 1962: Preisträger der Biennale von Venedig; Preisträger der Biennale von Teheran
- 1963: Ehrenpreisträger der Biennale von St. Paulo; Preisträger der Biennale von Paris
- 1964: Preisträger der Biennale von Teheran
- 1971: Genannt als einer der 10 wichtigsten lebenden Künstlern durch die „Selection des Critique“.